# Khalānlū
Khalānlū (persiska: Khanlānlū, خلانلو) är en ort i Iran.   Den ligger i provinsen Khorasan, i den nordöstra delen av landet, 700 km öster om huvudstaden Teheran. Khalānlū ligger 637 meter över havet och antalet invånare är 314.
Terrängen runt Khalānlū är kuperad norrut, men söderut är den platt.Runt Khalānlū är det ganska glesbefolkat, med 28 invånare per kvadratkilometer. Närmaste större samhälle är Jashnābād, 7,4 km sydväst om Khalānlū. Omgivningarna runt Khalānlū är i huvudsak ett öppet busklandskap.